# Rainer Stadelmann
Rainer Stadelmann   (Oettingen, 24 d'octubre de 1933 - 14 de gener de 2019) va ser un egiptòleg alemany. Se'l considera un expert en l'arqueologia de l'altiplà de Gizeh.
Després d'estudiar a Neuburg an der Donau en 1953, va estudiar egiptologia, orientalisme i arqueologia a la Universitat de Múnic. Va participar en 1955 i 1956 a les excavacions del Temple Solar d'Userkaf a Abusir al-Melek. Va continuar els seus estudis a la Universitat Ruprecht Karls de Heidelberg, on, el 1960, va escriure la seva tesi doctoral sobre les deïtats siriano-palestines a Egipte. Va ser assistent tècnic a Heidelberg fins al 1967. Després va ser nomenat Director Científic a l'Institut Arqueològic Alemany del Caire, on va ser director de 1989 a 1998. Des de 1975, és professor honorari a la Universitat de Heidelberg. Ha participat en nombroses excavacions a Elefantina, Tebes i Dahshur, en l'última de les quals va explorar i va escriure sobre la Piràmide Bent i el temple de la vall del rei Sneferu. També ha obert una nova exposició al Museu d'Antiguitats Egípcies, per celebrar els quaranta anys de treball arqueològic dels japonesos.

## Obres selectes
- Die ägyptischen Pyramiden, vom Ziegelbau zum Weltwunder, Magúncia, 1985–1997, éditions von Zabern (Kulturgeschichte der Antiken Welt, Bd. 30), ISBN 3-8053-1142-7